# Закидушка

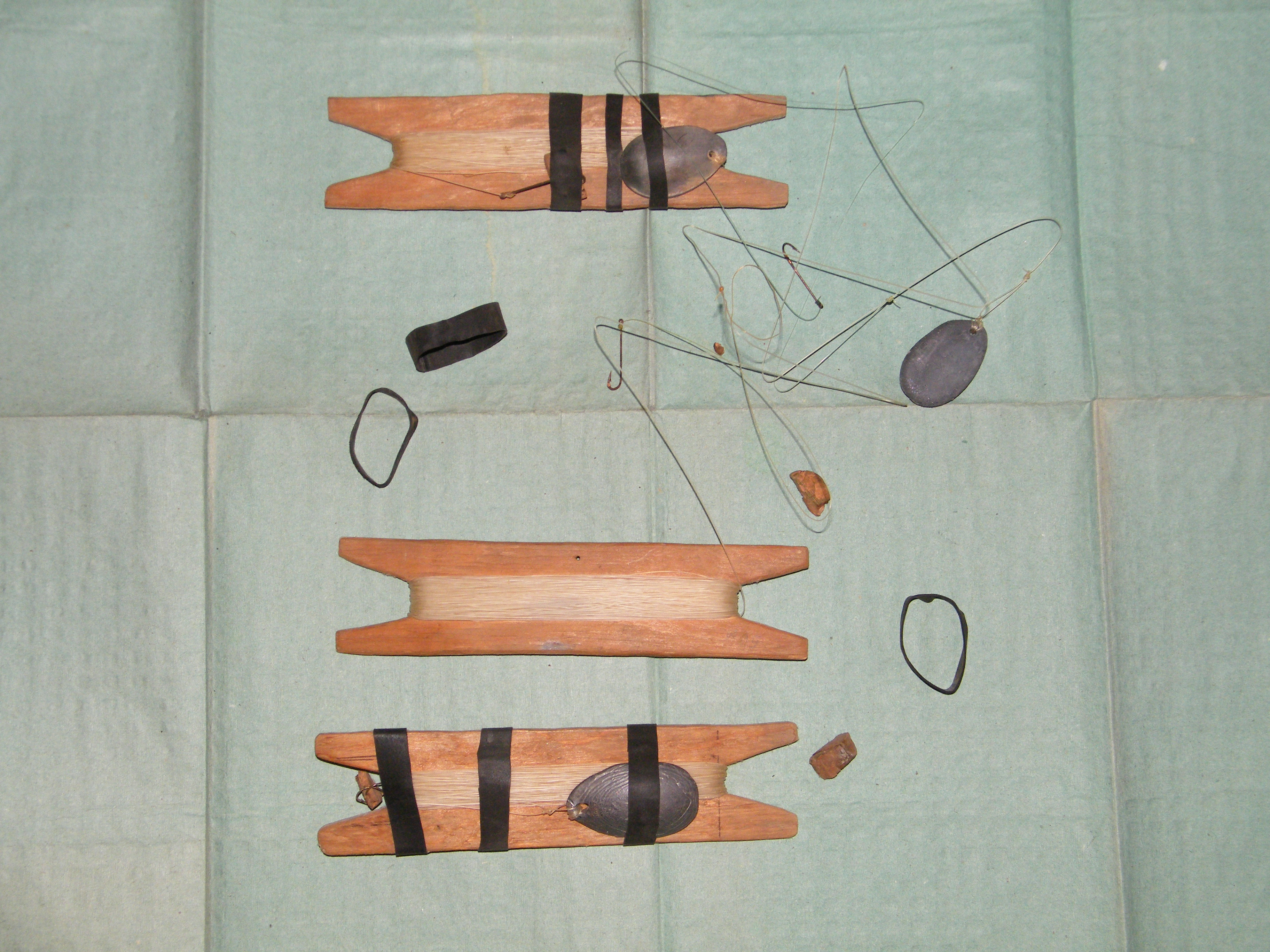
Закидушка (донка)

Закидушка — рыболовная снасть, состоящая из толстой лески (обычно от 0,6 мм до 0,9 мм) различной длины в зависимости от желания и возможности ручного заброса (как правило, от 30 до 50 метров) с несколькими крючками и грузилом на конце. Крючки крепятся к основной леске до груза с помощью поводков (отрезков лески) длиной от 30 до 40 см и с сечением существенно меньше, чем основная леска, часто от 0,3 мм до 0,6 мм. Другой конец лески зафиксирован на небольшом древке, на котором вся снасть сматывается и хранится. Нижний конец его заострён для надёжного крепления в грунт берега, а верхний конец служит для опоры лески после заброса снасти. На небольшом расстоянии от него к леске крепится колокольчик для сигнализирования поклевки. Эта снасть используется для придонной ловли крупной рыбы на средней дистанции от берега в водоемах, как правило, реках, с чистым твёрдым дном, лучше всего песчаным.